# Chthonius balearicus
Chthonius balearicus är en spindeldjursart som beskrevs av Volker Mahnert 1977. Chthonius balearicus ingår i släktet Chthonius och familjen käkklokrypare. Inga underarter finns listade i Catalogue of Life.